# Bariumoxalat
Bariumoxalat ist eine chemische Verbindung des Bariums aus der Gruppe der Oxalate.

## Gewinnung und Darstellung
Bariumoxalat kann durch Reaktion von Bariumchlorid mit Oxalsäurelösung oder Ammoniumoxalat gewonnen werden.
{\displaystyle \mathrm {BaCl_{2}+H_{2}C_{2}O_{4}\longrightarrow BaC_{2}O_{4}\downarrow +\ 2\ HCl} }
{\displaystyle \mathrm {BaCl_{2}+(NH_{4})_{2}C_{2}O_{4}\longrightarrow BaC_{2}O_{4}\downarrow +\ 2\ NH_{4}Cl} }

## Eigenschaften
Bariumoxalat und sein Monohydrat sind weiße, geruchlose Feststoffe, die praktisch unlöslich in Wasser sind. Das Monohydrat wandelt sich bei 140 bis 150 °C in das Anhydrat um.
Das Dihydrat hat eine monokline Kristallstruktur mit der Raumgruppe P21/c (Raumgruppen-Nr. 14). Das Monohydrat und das 3,5-Hydrat haben eine monokline Kristallstruktur mit der Raumgruppe C2/m (Nr. 12) bzw. C2/c (Nr. 15). Das Hemihydrat und das α-Anhydrat haben eine trikline Kristallstruktur mit der Raumgruppe P1 (Nr. 2).

## Verwendung
Bariumoxalat-monohydrat wird in der Pyrotechnik und als Analysereagenz verwendet.